# 토파인

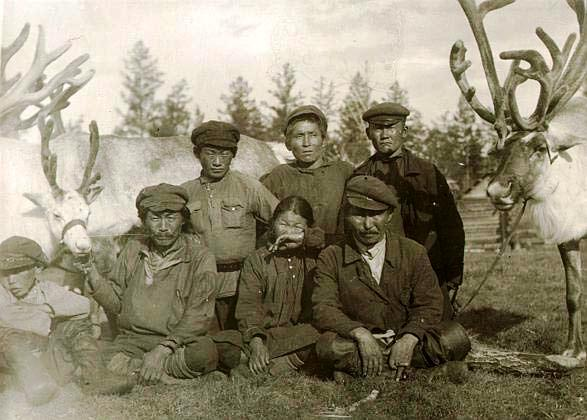

토파인(Tofa, тофа) 또는 토팔라르인(Tofalar, Тофалары)은 러시아 이르쿠츠크 주에 사는 튀르크계 소수민족이다. 2010년 인구조사 기준 총 인구는 762명. 주로 이르쿠츠크 주의 니즈네우딘스키 군(Нижнеу́динский райо́н)에 거주한다. 과거에는 카라가스인(карагасы)이라고도 했다.
본래 사얀산맥에 살다가 17세기에 현재의 위치로 이주해 왔다. 본래 인근의 토주 투바인과 유사하게 순록 유목과 사냥을 하며 타이가 지대에서 삶을 영위했다. 소련 시대에 전통적 생활방식과 샤머니즘 신앙을 탄압당하고 러시아어를 교육받으며 민족 정체성이 크게 약해졌다. 역사적으로 시베리아 튀르크어파에 속하는 토파어를 사용했으나 오늘날에는 구사자가 거의 없다.